# BRAK
BRAK står för Buk, Rygg, Armar och Knän och är en förkortning som används inom Sveriges försvarsmakt för att beteckna den fysiska träning man ofta börjar dagen med. Som förkortningen antyder är fokus just på buk, rygg, armar och knän med övningar som till exempel situps, rygglyft, armböjning-sträckning, upphopp, utfall och jägarvila. Det finns rekommenderade övningar från försvarsmakten, men inget fastslaget program, så det är upp till varje befäl att själv välja.